# Alyssum nezaketiae
Alyssum nezaketiae là một loài thực vật có hoa trong họ Cải. Loài này được Aytaç & H.Duman mô tả khoa học đầu tiên năm 2000 publ. 2001.